# محافظة الحناكية
محافظة الحناكية هي محافظة سعودية في منطقة المدينة المنورة، وهي ثالث أكبر محافظة في منطقة المدينة المنورة بعد العاصمة الإدارية المدينة المنورة. تقع محافظة الحناكية في الجهة الشرقية للحدود الإدارية لمنطقة المدينة المنورة على وادي من أهم الأودية التي يكثر بها شجر الدوم ويبلغ ارتفاعها عن سطح البحر (700) متر وتعتبر محافظة الحناكية بوابة نجد الشرقية وهي حلقة الاتصال بين منطقة المدينة المنورة ومنطقتي القصيم وحائل ويمر بها الخط السريع الذي يربط المنطقة الغربية بالمنطقة الشرقية وتبعد عن المدينة المنورة 105 كم ويحدها من الشمال منطقة حائل، ومن الجنوب محافظة مهد الذهب، ومن الشرق منطقة القصيم ومنطقة الرياض، ومن الغرب محافظة خبير والمدينة المنورة.

## التاريخ
- الحناكية: بوابة نجد الغربية.
- سبب التسمية: سميت بهذا الاسم نسبة إلى بئر تسمى الحناكية.

اشتهرت في التاريخ بأنها أول محمية طبيعية في الإسلام خصصت كحمى لإبل الصدقة وأن الخليفة عمر بن الخطاب كان أول من حمى الربذة لإبل الصدقة وخيل المسلمين سنة 16هـ/637م، اشتهرت الربذة كمدينة إسلامية هامة وارتبط إسمها بالصحابي الجليل أبي ذر الغفاري الذي سكنها عام 30هـ وقد بنى بها مسجداً. وهي محطة لطريق الحجاج من الشام والعراق، ولا زالت معالم البرك المشيدة لخدمة الحجاج بأمر زبيدة زوجة هارون الرشيد، شاخصة للعيان، فضلاً عن عدد من بقايا الأسواق والمساكن القديمة التي اكتشفتها الحفريات الأثرية التي تمت هناك، وتبعد الربذة عن الحناكية مسافة 50كم والطرق إليها معبدة.
- نفق ( دبل ) ذارة: ذاره قرية تقع شمال غرب النخيل وتحيط بها حرة. يوجد بها نفق في الأرض له امتداد لم تحدد نهايته وتنسج حوله حكايات ولا سيما -كما يذكر بعض الأهالي- بأنه تصدر منه ما يشبه الأصوات ولعلها صوت الريح عندما تدخل هذه المغارة.

## السكان
بلغ عدد سكان محافظة الحناكية (43,256) نسمة حسب تعداد السعودية 2022، عدد السعوديين (38,404) نسمة، وعدد غير السعوديين (4,852) نسمة.

## المساحة
تبلغ مساحة المحافظة (24867كم2)، وتمثل 16.6% من مساحة المنطقة، وتأتي في المرتبة الثانية على مستوى المنطقة، وتبلغ مساحة مقر المحافظة وحده (6007كم2).

## الاقتصاد
تعتبر منطقة زراعية وخاصة في مركز النخيل الذي يبلغ عدد سكانه حوالي عشرين ألف نسمة. شهدت في السنوات الأخيرة نهضة عمرانية هائلة مما جعلها تعد من أهم المحافظات التابعة للمدينة المنورة.

## التعليم
تقدم التعليم في الحناكية بشكل كبيرجداً، حيث يتبع لمركز اشراف محافظة الحناكية أكثر من 75 مدرسة بمراحلها الثلاث للبنين، ويتبع لمندوبية الحناكية أكثر من هذا العدد بالإضافة لكلية المجتمع للبنات وكلية المجتمع للبنين.

## الخدمات
تتوفر بها جميع الخدمات ومكتملة بها الإدارات الحكومية الخدمية وغيرها، وتتواجد في المحافظة المؤسسات الخيرية حيث افتتح بها المستودع الخيري قبل خمس سنوات ويعد الآن من أنشط الفروع على مستوى المدينة وافتتح أيضاً الجمعية الخيرية وتخدم شريحة كبيرة من المجتمع. ويقوم المكتب التعاوني بالمحافظة على شئون الدعوة والدعاة ثم بعد ذلك افتتحت جمعية تكافل لرعاية الايتام.

## المواقع الأثرية
- الربذة، وتبعد عن المحافظة حوالي 100 كيلو متر وهي موطن الصحابي الجليل أبو ذر الغفاري الكناني.
- جبل العهين، تعيدك مجموعات الرسوم الصخرية المنتشرة على صخور الجبل إلى ما يقارب تسعة آلاف عام، وتمثل الرسوم أنماط الحياة السائدة في تلك المنطقة والثروة الحيوانية المتنوعة من الأبقار والأسود والفهود والجمال في حالات العراك أو مستأنسة، وكذلك الوعول والماعز والنعام والزرافات، وكذلك رسوم آدمية لرجال ونساء في أوضاع تمثل المبارزة والصيد أو يحملون الحراب والأقواس والسهام والسيوف، أو على شكل مجموعات يؤدون رقصات حربية.
- بركة ماوان، تقع البركة شمال غرب جبل ماوان على الضفة الغربية لوادي الماوية، وتعتبر المحطة التي تلي النقرة وتسبق الربذة على طريق الحاج العراقي، وهي عبارة عن بركة دائرية الشكل بناؤها من الحجارة، تُحيط بها الأبار من جميع الجهات، ويقع جنوبها بركة مربعة الشكل مبنية من الحجارة والأسمنت عليها سياج حديدي.
- بركة السليلة، هي من المحطات التي يتوقف عندها الحاج العراقي، وتلي الربذة للقادم من العراق، وتقع جنوب الحناكية، وتتخذ الشكل المربع المبني من الحجارة، يبلغ طولها من أسفل الحوض 40م×40م، ومن الأعلى 50×50م، وكما يبلغ ارتفاعه 3م، وله مصب في الطرف الجنوبي ودرج، وتحيط به الآبار العامرة.
- قلعة الحناكية، من أهم القلاع التي بُنيت في العهد العثماني كحامية عسكرية للجيوش العثمانية القادمة إلى نجد، وحصل فيها العديد من المعارك منها معركة الحناكية الأولى 1228هـ/1813م.
- نفق ذارة، يقع هذا النفق في وسط ذارة شمال محافظة الحناكية، ويعتبر النفق انهيار في الطبقة العلوية من الحرة إلى داخل الأرض
- قلعة وشاح، تقع هذا القلعة في اعلى جبل على الضفة الغربية لوادي قصيبا، وللقلعة أبواب رئيسية ودرج من الناحية الشرقية، ويتضح من الحفريات الموجودة، وفي داخل القلعة مجموعة من الغرف، وفي وسطها مبنى يُرجح أنه كان مسجداً.
- سدود زبيدة، ويُطلق عليها قرية قصيبا، وتقع شمال محافظة الحناكية، وتوجد فيه العديد من النقوش والرسومات.
- طريق الأخرجة، يمتد من فيد على درب زبيدة إلى المدينة المنورة، وكان يسلكه الحجاج والقوافل التجارية المتجهة إلى العراق والمناطق الشمالية للمملكة.[3]

## المراكز التابعة

### مراكز الفئة (أ)
- مركز الحسو

الموقع: في الجزء الجنوبي الغربي من المحافظة على بعد 140 كيلو متر.
المساحة: 6,588 كم² وهي أكبر مراكز المحافظة من حيث المساحة.
السكان: 8211 نسمة في المرتبة الثانية بعد مركز النخيل.
- مركز| النخيل

الموقع: تقع في الجزء الشمالي الغربي من المحافظة على بعد 35 كيلو متر.
المساحة: 2,985 كم ²
السكان: 20,123 نسمة وهي في المرتبة الأولى من حيث عدد السكان.
- مركز | الضميرية

الموقع: تقع في الجزء الجنوبي الغربي من المحافظة على بعد 170 كيلو متر والطريق المؤدي إليها ترابي غير معبد.
المساحة: 3,232 كم².
السكان: 7,291 نسمة.
- عرجاء القصيم

الموقع: تقع في الجزء الشمالي من المحافظة على بعد 75 كيلو متر.
المساحة: 2,696 كم².
السكان: 3553 نسمة.

### مراكز الفئة (ب)
- مركز طلال

الموقع: تقع في الجزء الشرقي من المحافظة على بعد 171 كيلو متر.
المساحة: 2,125 كم².
السكان: 952 نسمة فقط.
- مركز | الهميج

الموقع: في الجزء الشمالي الشرقي من المحافظة على بعد 120 كيلو متر.
المساحة: 1,232 كيلو متر.
السكان:1,681 نسمة.

## ومن المراكز أيضا
- النخيل
- صخيبرة
- الرذايا
- الصويدرة
- دثير
- قصيباء
- الحسو
- السمينية
- الشقرة
- المحفر
- عقيلة العياضي
- المرية
- ام شكاعا
- مديسيس
- الشقران
- الأرطاوي
- المسبعة
- الحجرية
- صبحاء العياضي
- غراب
- ودية
- قصيرة
- صبحاء السحمان
- ليه
- ضعا
- دحلة الفاطر
- المرير
- بدائع الحناحنة
- بدائع العوض
- حزرة الجنوب
- الزعفرانة
- الرفائع
- القفيف
- الحبابية
- بلغة
- ذارة
- بطيحان
- أبو مغير
- هدبان
- فيضة فجيج

## الموقع الجغرافي
تقع شرق منطقة المدينة المنورة وتبعد عنها حوالي 100 كم.وتبعد عن محافظة عقلة الصقور حوالي 210 كم. وتبعد عن مدينة بريدة قرابة حوالي 410 كم. وتبعد عن العاصمة الرياض حوالي ما يقارب 728 كم.

## المناخ
تتميز بمناخ جاف، إذ يسود بها المناخ الصحراوي، والذي يتميز بالجفاف وقلة سقوط الأمطار، ودرجات حرارة عالية تتراوح بين 30° و45° مئوية في فصل الصيف، أما في فصل الشتاء فيكون الجو ممطراً، ويكثر هطول المطر.

## وصلات خارجية
- كثير من معالم الحناكية ورد ذكرها في أشعار امرئ القيس وحسان وجرير.